# Удом Іван Федорович
Іван Федорович Удом (Удом 1-й; Udam; рос. Иван Фёдорович Удом; нар. 29 жовтня (9 листопада) 1768 — пом. 18 (30) червня 1821) — російський командир епохи наполеонівських воєн, генерал-майор (1812), двоюрідний брат Євстафія Євстафійовича Удома.

## Біографія
Іван Федорович Удом народився 29 жовтня (9 листопада) 1768 року. Він походив із балтійських німців, дворян Ліфляндської губернії. 7 (18) березня 1782 року 13-річного Удома записали унтер-офіцером у лейб-гвардійський Преображенський полк. 1788 року, коли Удому вже виповнилося 19 років, він узяв участь у поході проти шведів. 1 (12) січня 1789 року його перевели капітаном в Углицький піхотний полк.
У ході російсько-турецької війни 1787—1792 років Удом брав участь у боях при Сальче, Браїлові, Тульче, Бабадагу та Мачіну. В листопаді 1789 року його направили в лейб-гренадерський полк майором, 1792 року він брав участь у польській кампанії.
5 (17) квітня 1801 року Удом став флігель-ад'ютантом. 14 (26) серпня 1805 року його удостоїли чину полковника. У кампанії 1805 року проти французів Удом відзначився 20 листопада (2 грудня) у битві під Аустерліцом. У кампаніях 1806—1807 років був у боях під Прейсіш-Ейлау (нагороджено орденом Святого Володимира третього ступеня), Гутштадте (відзначено орденом Святого Георгія четвертого класу), Гейльсбергом, Фрідландом (відзначено орденом Святої Анни другого ступеня з алмазами). Від 12 (24) грудня 1810 року Удом — шеф Кексгольмського мушкетерського (від 1811 року — піхотного) полку із залишенням флігель-ад'ютантом. 19 листопада (1 грудня) 1811 року Удома перевели полковим командиром у лейб-гвардійський Литовський полк.
1812 року Удом у складі Гвардійської піхотної дивізії 5-го піхотного корпусу перебував у складі 1-ї Західної армії, брав участь у боях при Вітебську та Смоленську. У Бородінській битві був поранений кулею в руку і 21 листопада (3 грудня) 1812 року за відзнаку підвищений до генерал-майора зі старшинством від 26 серпня 1812 року.
Надалі Удом відзначився в боях під Тарутином і Малоярославцем, при переслідуванні ворога, що відступав, успішно діяв у боях при Красному. Під час кампанії 1813 року бився під Лютценом, Баутценом, Дрезденом, Кульмом, Лейпцигом, під час кампанії 1814 року — при Брієнні-ле-Шато, був при взятті Парижа.
Від 11 (23) травня 1813 року Удом командував 1-ю бригадою 2-ї гвардійської дивізії. 13 (25) квітня 1819 року його зняли з цієї посади та призначили до Почту Його Імператорської Величності. 24 січня (5 лютого) 1821 року він став командиром лейб-гвардійського Семенівського полку. Невдовзі, 18 (30) червня 1821 року, Іван Федорович помер на 53-му році життя. Його поховали на Волковському лютеранському кладовищі в Санкт-Петербурзі.
Удома нагороджено також російським орденом Святої Анни 1-го ступеня; прусськими орденами «За заслуги» і Червоного Орла 2-го ступеня; золотою шпагою «За хоробрість».